# 大桐駅
大桐駅（おおぎりえき）は、かつて福井県南条郡今庄町（現南越前町）新道に存在した日本国有鉄道（国鉄）北陸本線旧線の駅である。

## 概要
北陸本線敦賀 - 福井間は当初、単線開業したが輸送力増大のため杉津 - 今庄間の勾配区間にさしかかるこの地点にスイッチバック式の大桐信号場を設けた。ほどなくして地元住民の要望もあり駅に昇格した。

## 歴史
山間の集落を真っ二つに割る形で築堤を拵え線路を敷いたが、駅自体は集落を1 kmほど外れた位置に造られた。駅周辺は鉄道には厳しい勾配であったが傍を流れる鹿蒜川は緩やかな河川の上、付近は狭隘な地形で大雨の際は水の逃げ場がなく洪水になりやすく線路冠水により不通になることもあった。

### 年表
- 1896年（明治29年）7月15日：官設鉄道北陸線敦賀駅 - 福井駅開業
- 1908年（明治41年）
  - 3月1日：大桐信号場開設[1]。
  - 6月1日：地元の要望により駅に昇格、大桐駅となる。旅客・小荷物営業開始[1]。
- 1913年（大正2年）10月1日：貨物の取り扱いを開始（一般駅となる）[1]。
- 1961年（昭和36年）10月1日：貨物の取扱を廃止（旅客駅となる）[1]。
- 1962年（昭和37年）
  - 6月9日：北陸トンネル開通に伴う新線暫定開業により、朝ラッシュをもって営業終了。
  - 6月10日：廃止[1][2]。

## 駅構造
2面2線の相対式ホームがあった。両端に渡り線が設けられ変形スイッチバックともいうべき形状である。

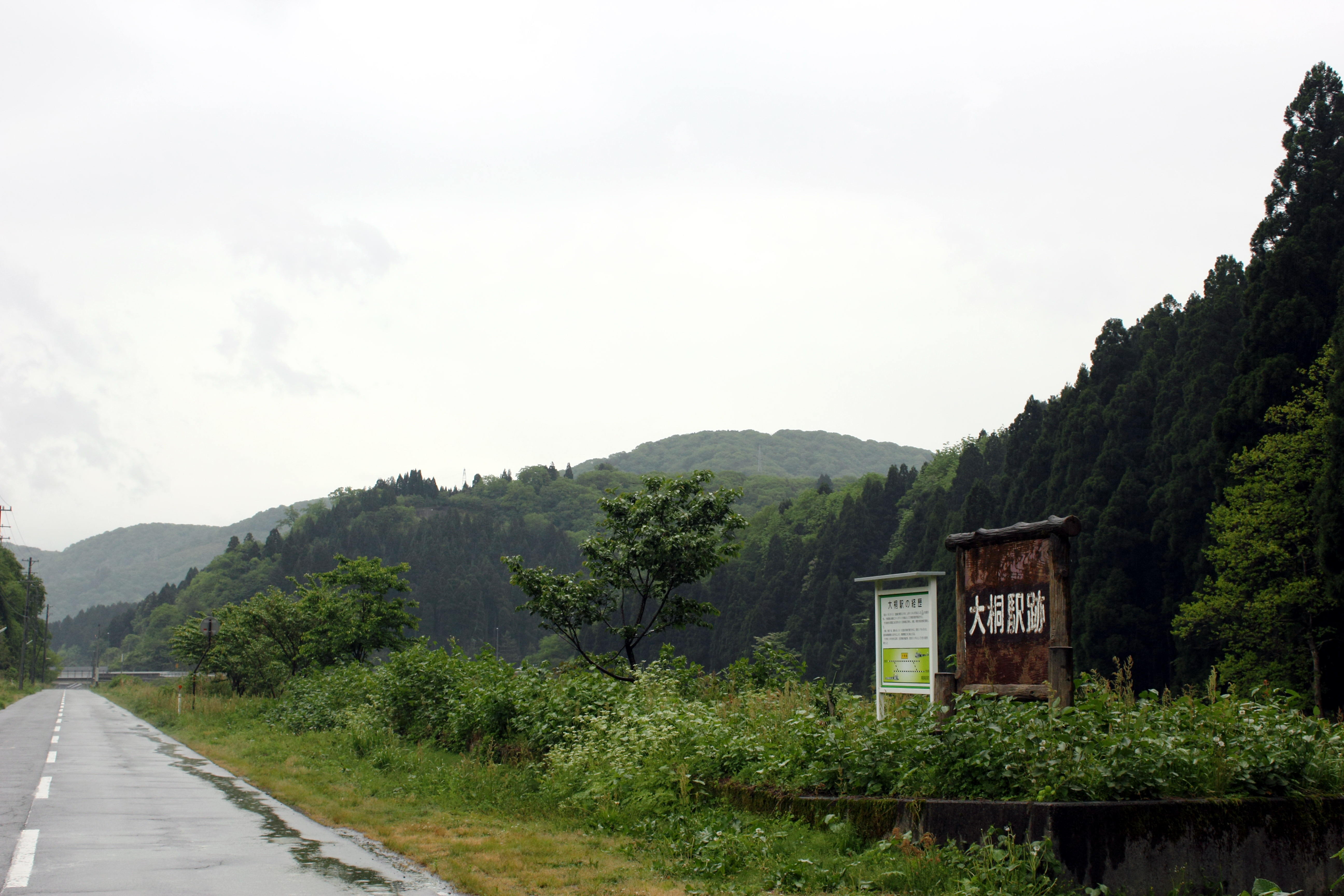
元ホームの全景（2013年5月）

## 駅跡地
当駅の跡には、上りホームの一部が残存し木製記念碑が建てられた。2004年（平成16年）に記念碑の裏面説明文は剥がされ、新たに記念碑の左脇に看板を新設し転載。築堤は一般県道（福井県道207号今庄杉津線）に転用。元々が蒸気機関車の通行区間であって、煙害、黄害を避けるため県道に面した民家は玄関を県道とは逆方向にしていることが多い。

## 隣の駅
日本国有鉄道
北陸本線
杉津駅 - （山中信号場） - 大桐駅 - 今庄駅